# Saison 21 de New York, unité spéciale
Chronologie
Saison 20 Saison 22
Cet article, présente la vingt et unième saison de New York, unité spéciale, ou La Loi et l'Ordre : Crimes sexuels au Québec, (Law and Order: Special Victims Unit) qui est une série télévisée américaine.

## Distribution

### Acteurs principaux
- Mariska Hargitay (VF : Dominique Dumont) : capitaine Olivia Benson
- Kelli Giddish (VF : Anne Dolan) : inspecteur Amanda Rollins
- Ice-T (VF : Jean-Paul Pitolin) : sergent Odafin Tutuola
- Peter Scanavino (VF : Jérôme Pauwels) : substitut du procureur Dominick "Sonny" Carisi, Jr.
- Jamie Gray Hyder (VF : Sarah Barzyk) : officier Katriona Azar Tamin (épisodes 3 à 5 non créditée au générique, épisodes 6 à 20 créditée au générique)

### Acteurs récurrents

#### Membres de l'Unité spéciale
- Peter Gallagher : chef-adjoint William Dodds (épisode 1)
- Tamara Tunie : Dr. Melinda Warner (épisode 6)
- Demore Barnes : chef-adjoint Christian Garland (épisodes 3, 4, 8, 10, 14 et 18)
- Zuleikha Robinson : chef du bureau de l'Unité spéciale Vanessa Hadid (épisodes 1, 3, 4, 7, 9, 13, 15 et 16)
- Raúl Esparza : avocat de la défense Rafael Barba (épisode 13)

#### Bureau des Affaires Internes
- Robert John Burke : capitaine Ed Tucker (épisode 12)

#### Avocats de la défense
- Jenna Stern : avocate de la défense Elana Barth (épisodes 1, 11 et 20)
- Michael Kostroff : avocat de la défense Evan Braun (épisode 2)
- Marisa Brau-Reyes : avocate de la défense Edwina Myerson  (épisodes 2 et 5)
- Joseph Lyle Taylor : avocat de la défense Mickey D'Angelo (épisode 3)
- Kathleen Chloe : avocate de la défense Julie Kang (épisode 3)
- Peter Hermann : avocat de la défense Trevor Langan (épisode 4)
- Ben Davis : avocat de la défense Paul Davies (épisodes 5, 10 et 20)
- Erin Anderson : avocate de la défense April Andrews (épisodes 5, 14 et 19)
- Jeremy Russial : avocat de la défense Robert Kluger (épisodes 5, 13 et 19)
- Paige Barr : avocate de la défense Lisa Turner (épisodes 5 et 15)
- Lou Martini, Jr : avocat de la défense Ron Freddo (épisodes 6 et 16)
- Wentworth Miller : avocat de la défense Isaiah Holmes (épisode 6)
- Jasmin Walker : avocate de la défense Marame Toussaint (épisode 13)
- Delaney Williams : avocat de la défense John Buchanan (épisode 14)
- Paige Barr : avocate de la défense Lisa Turner (épisode 15)
- Mouzam Makkar : avocate de la défense Dara Miglani (épisodes 11 et 15)
- Jeffrey Schecter : avocat de la défense Art Blumfeld (épisodes 7 et 15)
- Michael Tow : avocat de la défense Josh Wang (épisodes 7 et 15)
- Jackson Mercado : avocat de la défense Efrain Hernandez (épisode 19)

#### Juges
- Stephen C. Bradbury : juge Colin McNamara (épisodes 1, 5 et 11)
- Olga Merediz : juge Roberta Martinez (épisode 4)
- Ami Brabson : juge Karyn Blake (épisode 4)
- Sonia Manzano : juge Gloria Pepitone (épisodes 7 et 18)
- Joe Grifasi : juge Hashi Horowitz (épisode 12)
- Michael Mastro : juge D. Serani (épisodes 13 et 19)
- Aida Turturro : juge Felicia Catano (épisodes 9 et 14)
- Marissa Matrone : juge Maria Ana DeFeceo (épisode 15)
- Kecia Lewis : juge Constance Copeland (épisodes 16 et 20)
- Vincent Curatola : juge Al Bertuccio (épisode 20)

#### NYPD
- Matt Buechele : officier Donnie Jones (épisodes 1, 5 et 19)
- Erica Camarano : officier Rachel Ortiz (épisode 3)
- Gillian Glasco : officier Dominique Rivers (épisode 5)
- Ashley Taylor Greaves : officier Gabrielle Taylor (épisodes 5 et 6)
- Tom Coiner : sergent Chuck Inslow (épisode 11)
- Lauren Biazzo : détective Marina Cruz (épisodes 14 et 16)
- Ari'el Stachel : sergent Hasim Khaldun (épisodes 14 et 17)

#### Infirmiers
- Yvonna Kopacz-Wright : Dr. Darby Wilder (épisode 2)
- Stephen Wallem : Dr. Rudy Syndergaard (épisodes 3, 8 et 20)
- Betsy Aidem : Dr. Sloane (épisode 4)
- Allyson Morgan : infirmière Shelby Roberts (épisode 13)

#### Psychologue
- Bill Irwin : docteur Peter Lindstrom (épisode 12)

#### Entourage de l'Unité spéciale
- Ryan Buggle : Noah Porter-Benson (épisodes 3, 4, 5, 10, 11 et 16)
- Michael Weston : Simon Marsden, demi-frère de Benson (épisode 6)

- Ernest Waddell : Ken Randall, fils de Tutuola (épisode 3)

- Lindsay Pulsipher : Kim Rollins (épisode 16)
- Charlotte et Vivian Cabell : Jesse Rollins (épisodes 4, 10 et 16)

- Trian Long-Smith : Lamai Garland (épisode 18)
- Uschi Umschied : Abby Garland (épisode 18)

## Production
En mars 2019, la série est renouvelée pour une vingt et unième saison ce qui fait d'elle la série la plus longue en prime-time.
La saison comporte 20 épisodes, elle est diffusée du 26 septembre 2019 au 23 avril 2020 sur NBC.
Initialement composée de vingt-quatre épisodes, la saison est finalement réduite à vingt épisodes en raison de la pandémie de Covid-19.
En France, la série est diffusée du 25 août 2020 au 5 janvier 2022, sur TF1 à intervalle irrégulier.
Tamara Tunie et Raul Esparza sont apparus dans plusieurs épisodes de cette saison.
Dominick Carisi Jr, devient le nouveau substitut du procureur; il est remplacé à l'unité spéciale par Jamie Gray Hyder qui interprète l'officier Katriana Azar Tamin à partir du troisième épisode.

## Liste des épisodes

### Épisode 1:#Balance ton prod
- États-Unis : 26 septembre 2019 sur NBC
- Suisse : 11 février 2020 sur RTS 1
- Belgique : 26 février 2020 sur RTL TVI
- France : 25 août 2020 sur TF1

- États-Unis : 3,84 millions de téléspectateurs[3] (première diffusion)

- Zuleikha Robinson : Procureur Vanessa Hadid
- Annika Pergament : une journaliste de tabloïd
- Peter Gallagher : Chef Adjoint William Dodds
- Chris Harnick : un journaliste de tabloïd
- Elizabeth A. Davis : Gemma Brooks
- Rebecca Bratland : La Duchesse
- Ian McShane : Sir Tobias Moore
- Jenna Stern : Juge Elana Barth
- Rachel Towne : Cindy Morrison
- Carmen Berkeley : Pilar Reyes
- Anna Rizzo : Monica Belasio
- Frances Eve : Amelia James
- Victoria Oliver : Nina Phelps
- Nancy Giles : elle-même
- C.G. Alexander : Joe

### Épisode 2:Une course chère payée
- États-Unis : 3 octobre 2019 sur NBC
- Suisse : 18 février 2020 sur RTS 1
- Belgique : 4 mars 2020 sur RTL TVI
- France : 2 septembre 2020 sur TF1

- États-Unis : 3,44 millions de téléspectateurs[5] (première diffusion)

- Cristina Zozoya Madero : Infirmière Sonia Diaz
- Yvonna Kopacz Wright : Docteur Darby Wilder
- Amy Hargreaves : Docteur. Alexis Hanover
- Mark Puchinsky : Besnick "Nick" Pavlovic
- Stephen Cefalu, Jr. : Richard Rayburn
- Marisa Brau-Reyes : Edwina Myerson
- Sophie Faulkenberry : Gwyneth Blake
- Nick Cordero : Anthony Marino
- Michael Kostroff : Evan Braun
- Martino Caputo : Frank Corso
- Ariel Winter : Raegan James
- Meadow Nguy : Celia Wang
- Edelen McWilliams : Martin
- Teo Rapp-Olsson : Julius

### Épisode 3:Faux témoignage
- États-Unis : 10 octobre 2019 sur NBC
- Suisse : 25 février 2020 sur RTS 1
- Belgique : 4 mars 2020 sur RTL TVI
- France : 16 septembre 2020 sur TF1

- États-Unis : 3,42 millions de téléspectateurs[6] (première diffusion)

- Zuleikha Robinson : Procureur Vanessa Hadid
- Stephen C. Bradbury : Juge Colin McNamara
- Ally Taylor Sacks : enseignante de danse
- Garrett Lee Hendricks : Jordan Marcus
- Stephen Wallem : Rudy Syndergaard
- Joseph Lyle Taylor : Mickey D'Angelo
- Ryan Buggle : Noah Porter Benson
- Demore Barnes : Christian Garland
- Michael DeBarge : le patron du bar
- Rafael Jordan : Devonn Thompson
- Alexander Hinojosa : un paparazzi
- Curtis Armstrong : Robert Fischer
- Kimberlee Murray : danseuse #3
- L. Steven Taylor : Mathis Brooks
- James Harkness : Wayne Talbot
- Joshua Morgan : Seth Thomas
- Erica Camarano : Rachel Ortiz
- Johnny Michaels : danseur #1
- Ernest Waddell : Ken Randall
- William Popp : Jeffrey Moran
- Micah Houstan : danseur #4
- Kathleen Choe : Julie Kang
- Clara Leyba : danseuse #2
- Ryam Raftery : Roger
- Curt Morlaye : Aygon
- Radu Spinghel : Vlad
- Whit K. Lee : Uni

### Épisode 4:Nul ne peut ignorer la loi
- États-Unis : 17 octobre 2019 sur NBC
- Suisse : 3 mars 2020 sur RTS 1
- Belgique : 11 mars 2020 sur RTL TVI
- France : 6 janvier 2021 sur TF1

- États-Unis : 3,46 millions de téléspectateurs[7] (première diffusion)

- Christian Clemenson : l'avocat de la défense Forreston Graham
- Rebecca Gibel : Conseiller juridique d'entreprise Haley Brogan
- Demore Barnes : Chef Adjoint Christian Garland
- Zuleikha Robinson : Procureur Vanessa Hadid
- Charlotte Cabell : Jesse Murphy Rollins
- Peter Hermann : Avocat Trevor Langan
- Ryan Buggle : Noah Porter Benson
- Brittany Joy (actrice) : infirmière #2
- Ami Brabson : Juge Karen Blake
- Kira McLean : Evangeline Miller
- Stanley Simons : Isaac Franklin
- Jamie McShane : Mark Randall
- Sarah Dacey Charles : Ministre
- Ashley Alvarez : Dee Simmons
- Kedren Spencer : infirmière #1
- Betsy Aidem : Docteur Sloane
- Olga Merediz : Juge Martinez
- Lucy Walters : Tammy Miller
- Zach Gilford : James Miller
- Sean Shannon : Oxy Guy
- Bill Kocis : reporter

### Épisode 5:L'Horloge tourne
- États-Unis : 24 octobre 2019 sur NBC
- Belgique : 11 mars 2020 sur RTL TVI
- France : 13 janvier 2021 sur TF1

- États-Unis : 3,73 millions de téléspectateurs[8] (première diffusion)

- Stephen C. Bradbury : Juge Colin McNamara
- Ashley Taylor Greaves : Gabrielle Taylor
- Marisa Brau-Reyes : Edwina Myerson
- Sa'myra Amos James : Nikita Chavez
- Nicole Brydon Bloom : Chloe Cooper
- Sam Khazai : Mohammad Sayeed
- Janelle McDermoth : Aleah Brown
- Aby Moongamackel : Sanjay Patel
- Gillian Glasco : Dominique Rivers
- Justin Rodriguez : Bernardo Ruiz
- Paige Jennifer Barr : Lisa Turner
- Jeremy Russial : Robert Kluger
- Jill Abramovitz : Nicole Cooper
- Erin Anderson : April Andrews
- Rik Alan Walter : Matt Cooper
- Mat Buechele : Donnie Jones
- Ja'Siah Young : Andre Fuller
- Ben Davis(II) : Paul Davies
- Bea Cordelia : Lakira Beca
- James Udom : Leon Fuller
- Ted Sod : Aadesh Patel
- Afi Bijou : Joelle Fuller

Un vendredi soir, avant minuit, alors qu'ils sont sur le point de partir en week-end, les enquêteurs de l'unité spéciale sont appelés d'urgence sur plusieurs scènes de crime. Durant deux jours, de vendredi minuit au dimanche soir, trois affaires d'agressions sexuelles s'enchaînent et se suivent. 
D'abord, une mère de famille, Joelle Fuller, est tabassée et violée par son ex-conjoint sous les yeux de son fils qui appelle aussitôt la police. Aussitôt retrouvé par Fin, il est mis en cellule et nie les faits tandis que Joelle veut éviter de faire un kit de viol pour l’incriminer. Influencée par sa sœur policière, bien qu'elle ait failli  cette fois-ci décéder sous les coups de son ex, Joelle refuse de porter plainte contre lui malgré la sollicitation de Benson pour qu'elle le fasse...
Pendant ce temps, une prostituée sans-abri transgenre, Lakira Beca, est également battue et violée dans une voiture de luxe par un homme qui s'avère à la fois dégoûté et excité par elle et ses collègues. Amie de Lakira, Tamin est déterminée à retrouver le coupable qui fréquente ce lieu de prostitution et ce dernier s'avère être un avocat réputé, Paul Davies. Alors que d'autres collègues transgenres de Lakira avoue à la nouvelle recrue de l'unité spéciale qu'elles ont déjà eu affaire à lui, Davies lui exprime la haine qui le ronge pour les trans et, aidé par son avocate, les accuse de comploter contre lui pour usurper son argent...
Enfin, après avoir passé la soirée dans un bar ,une jeune fille, Chloe Cooper, est agressée sexuellement par un chauffeur d'Uber alors qu'il la ramenait chez elle. Un premier suspect de confession musulmane est aussitôt arrêté par Rollins et la victime l'identifie comme son agresseur. Cependant, sa tablette de travail démontre qu'il était sur une autre course et qu'il n'a jamais croisé sa route... Filmé par les caméras du bar, un autre homme, d'origine indienne, est retrouvé et inculpé pour agression sexuelle alors que les chaussures de Chloe, qu'elle avait perdues, sont dans sa voiture maquillée en Uber. En fait, alcoolisée le vendredi soir, Chloe a cru rentrer à son domicile avec le vrai chauffeur, qu'elle a sélectionné sur son portable, alors qu'il s'agissait du second qui cherchait une proie avec son faux Uber... En effet, ce dernier a voulu piéger une jeune fille pour la violer dans le but de son venger son père qui a perdu son travail de chauffeur de taxi depuis l'apparition des Uber...

### Épisode 6:Témoin auriculaire
- États-Unis : 31 octobre 2019 sur NBC
- Belgique : 18 mars 2020 sur RTL TVI
- France : 20 octobre 2021 sur TF1

- États-Unis : 3,98 millions de téléspectateurs[9] (première diffusion)

- Larry Bryggman : Avocat de la défense Patrick Keane
- Guillermo Díaz : Carlos Hernandez
- Ashley Taylor Greaves : Gabrielle Taylor
- Tamara Tunie : Docteur Melinda Warner
- Andrea Frye : Savannah "Moms" Baker
- Ryan Buggle : Noah Porter Benson
- Wentworth Miller : Isaiah Holmes
- Lou Martini Jr. : Conseiller Freddo
- Michael Weston : Simon Marsden
- Deja Monique Cruz : Lupe Perez
- Gina Ferrall : Juge Mary Connor
- Tricia Alexander : Viviana Perez
- Lenny Venito : Détective Monte
- Andrea Frye : Savannah Baker
- Happy Anderson : Tim Stanton
- Jamal Thomas : Aide juridique
- Robert Keiley : un criminel
- Yvette Mercedes : Juanita
- Dorothi Fox : une patiente
- Cole Bullock : adolescent
- Mia Darrow : serveuse

Après ses cours, en rentrant chez elle où l'attend sa petite sœur, une jeune Hispanique, Lupe, est violée dans la cage d'escalier de son immeuble. Vigilant et futé, son agresseur a coupé l'électricité et les caméras de surveillance, ce qui pousse l'Unité spéciale à se focaliser sur le témoignage fragile de la victime. Traumatisée et hospitalisée, celle-ci raconte à la nouvelle recrue Tamin qu'elle n'a pas vu son visage parce qu'il l'a agressée par derrière et, pour la maîtriser, qu'il l'a étranglée avec les écouteurs de son portable. Cependant, comme elle s'est concentrée sur ses autres sens pour se souvenir partiellement de son assaillant, elle lui précise que l'odeur de ses mains était boisée et, surtout, qu'elle a été marquée par sa voix grave parce qu'il lui a tenu des propos à la fois obscènes et racistes. Dès lors, jugeant ses détails crédibles notamment le premier concernant la senteur de son corps, le capitaine Benson, ses coéquipiers et le substitut du procureur Carisi déduisent qu'il doit probablement être agent d'entretien et qu'il connait bien la famille de Lupe. En effet, elle explique à Tamin qu'il l'a menacée de s'en prendre à sa cadette pour abuser d'elle sexuellement à son tour quand leur mère s'absentera pour aller travailler. Rapidement, cette affaire s'accélère quand Rollins informe ses collègues que la police scientifique a décelé des empreintes intactes sur le casque audio de Lupe. En revanche, leurs investigations se compliquent car elles ont aussi  été détectées sur une scène de crime datant de 2003, plus précisément le double homicide d'une femme mûre d'origine ibérique qu'il a tuée en l'étouffant après avoir molesté son adolescente.  Or, leurs meurtres ont été expéditivement résolus quand l'un des deux tueurs, Ricardo, a trahi son complice à l'époque, Carlos, lors d'un interrogatoire avec un inspecteur, un certain Monte. Conséquemment, l'Unité spéciale est perturbée par le nouvel ADN qui n'appartient ni à l'un ni à l'autre, ce qui pousse les détectives à penser qu'ils ont agi avec un complice dans le passé. En questionnant Carlos qui purge la perpétuité en prison, celui-ci réitère son innocence à Carisi et Fin en leur certifiant qu'il n'a pas martyrisé les membres de sa propre famille, les Hernandez, tout en défendant son ami Ricardo. D'ailleurs, pris de remords quand il l'a livré, son copain lui a envoyé une lettre pour s'excuser auprès de lui en lui confiant que le policier Monte l'a influencé pour qu'il le balance dans le but de résoudre sans tarder la mort de ses proches. Perplexes face à cette probable erreur judiciaire, Carisi et Fin lui exigent un alibi pour prouver qu'il n'est pas responsable de leur disparition mais, étrangement, Carlos refuse de leur révéler son activité qui s'est déroulée lors leur massacre parallèlement. D'après lui, sûr de sa théorie, Ricardo a été manipulé par Monte pour boucler un criminel crédible à la va-vite. Quant à Ricardo, désormais libre après avoir obtenu une peine moins lourde que son acolyte, il est décédé du SIDA qu'il a attrapé derrière les barreaux où des prisonniers l'ont transformé en esclave sexuel au fil de son incarcération. Toutefois, l'une de ses connaissances guident pareillement Rollins et Tamin vers l'officier Monte qu'elle suspecte d'avoir bâclé son enquête parce qu'il est raciste et corrompu. Pour s'en rendre compte, Rollins et Carisi lui rendent visite à son domicile où, aujourd'hui à la retraite, Monte est surpris d'apprendre qu'ils sont certains qu'ils ont un dernier compère qui rôderait toujours dans les parages où Lupe a été attaquée. Pour les aider, il les guide vers d'autres viols non classés depuis 2003, dont l'auteur n'a jamais été identifié et appréhendé, qui se sont déroulés hors de sa juridiction quand il était en activé. En inspectant ces cas, Benson et ses hommes lèvent le voile sur au moins deux fillettes, de provenance étrangère comme Lupe ou les Hernandez, qui ont été assaillies de la même façon que Lupe, c'est-à-dire le cou noué par une cordelette et de dos pour qu'elles ne puissent pas le regarder dans ses yeux. Dans le dessein de dresser une liste de coupables idéaux, l'Unité spéciale récupèrent les fiches de plusieurs nettoyeurs qui travaillaient dans leur secteur avant de se déplacer dans les alentours où réside Lupe puis, déterminé à coincer le bon, Carisi les encourage à collaborer avec eux pour obtenir leur salive en vue de les écarter ou non de leurs recherches. Néanmoins, l'un d'entre eux, Tim Stanton, refuse de coopérer avec Fin et Carisi même s'il semble être désolé pour Lupe. Une fois parti de son poste, Fin isole en douce une vis qu'il a oubliée pour écarter ses traces. En définitive, elles matchent avec celles observées sur l'appareil de Lupe et aussi celles isolées sous les ongles des Hernandez. En d'autres mots, il est bien leur bourreau mais les inspecteurs ont besoin de preuves beaucoup plus solides contre lui. Même si toutes ses proies n'ont pas vu son apparence, un tapissage est organisé pour permettre à Lupe de reconnaître oralement son tortionnaire qui, comme attendu, n'est d'autre que Stanton. Dès lors, de son côté, depuis 20 ans, totalement irréprochable, Hernandez croupit en cellule à sa place. Malheureusement, en raison d'une absence de sperme de Stanton, les flics s'aperçoivent qu'il est beaucoup plus facile de le condamner pour ces infractions meurtrières que pour les viols de Lupe et de ces précédentes martyres car elles sont avant tout des témoins auriculaires et, bien sûr, l'avocat de sa défense risque de les malmener ou les discréditer lors de son audience devant la Cour. Prioritairement, dans l'intention de leur rendre justice coûte que coûte, Carisi souhaite blanchir Carlos Hernandez une fois pour toutes et s'associe avec le substitut Isaiah Holmes du Queens, arrondissement où il a été intercepté avec son camarade, pour faire reconnaître l'égarement de son procureur, Patrick Keane, qui a donné son accord à Monte pour le mettre sous les verrous après leur instruction expédiée précipitamment et sans conviction, souillée en 2003 par l'analyse non réalisée de l'ADN de Stanton que les Hernandez ont gardé sous leur peau. Une faute juridique impardonnable et honteuse que Carisi a du mal à réparer car, sévèrement touché par la démence, Keane n'est pas pressé de signer sa demande de libération et de révision de son dossier saboté par Monte et lui-même...

### Épisode 7:Le Rêve ne se réalisera pas
- États-Unis : 7 novembre 2019 sur NBC
- Belgique : 25 mars 2020 sur RTL TVI
- France : 27 octobre 2021 sur TF1

- États-Unis : 3,59 millions de téléspectateurs[10] (première diffusion)

- Jim O'Hare : Procureur des États-Unis Mark Sullivan
- Zuleikha Robinson : Procureur Vanessa Hadid
- Sonya Manzano : Juge Gloria Pepitone
- Karen Tsen Lee : Christine Chang
- Jack Berenholtz : Theo Pappas
- Nelson Lee : Sergent Joe Chin
- Jeffrey Schecter : Art Blumfeld
- Pearl Matteson : la masseuse
- Christine Chang : Lily Song
- Margaret Cho : Evelyn Lee
- Lawrence Kao : Charlie Hu
- Asher Grodman : Rick Olin
- Shuya Chang : Mei Mei Li
- Henry Yug : Arthur Chang
- Michael Tow : Josh Wang
- Rob Chen : Henry Wu
- Lee Wilkof : Vic Olin
- Lothair Eaton : Ken
- Rod Knoll : Bob

Avec la collaboration du sergent Joe Chin d'une brigade de lutte contre la traite des êtres humains, l'Unité spéciale se penche de près sur un réseau de salons de massage à Chinatown qu'elle soupçonne d'esclavage sexuel. En effet, ces spas embauchent des jeunes femmes d'origine asiatique et sans papiers, poussées à se prostituer à la fois pour enrichir leur directrice, Evelyn Lee, et rembourser leur dette contractée lors de leur venue illégale sur le sol américain auprès de leurs passeurs qui menacent de s'en prendre à leurs familles si elles ne leur versent pas la moitié de leur salaire. Grâce à un travail accompli sur plusieurs semaines, le capitaine Benson et son équipe ont la preuve que Lee envoie ses employées dans les différents établissements de bien-être de son quartier et qu'elles sont souvent entourées de leur garde du corps armé, Charlie, qui veille sur elles pour qu'elles ne s'échappent pas. Dès lors, l'opération "Chasse au dragon" est activée et, pour les prendre sur le vif, l'officier Fin se fait passer pour un client dans la boutique orchestrée par Lee, "Sweet Joy", et il convie l'une de ses filles pour avoir un rapport sexuel avec une masseuse. Tout compte fait, en se rendant compte qu'ils ne font pas fausse route, l'équipe de Benson organise une descente au même moment et arrête les clients, Lee et Charlie tandis que les prostituées sont prises en charge par une assistance en matière d'immigration, à la fois juridique et médicale, avant d'être accompagnées psychologiquement par des services sociaux. Cependant, aux yeux de Benson, ce démantèlement doit déboucher sur l'arrestation de ceux ou celles qui sont à la tête de ce vaste trafic d'esclaves et seule la circulation de l'argent peut permettre à l'escouade de les démasquer. Malheureusement, les auxiliaires de Lee sont peu coopératives car elles ont peur que leur entourage ne soit victime de représailles si elles leur font des révélations à propos du fonctionnement de cette chaine perverse. Toutefois, l'une des leurs, Lily, confie à Tamin que Lee s'accapare leur gros cachet pour son propre compte et qu'elle le divise pour en envoyer une partie au propriétaire des bordels, tous carrelés par des SARL. Quant à une autre de ses collègues, Mei Mei, elle jure à Rollins qu'elle n'offre pas son corps et, paradoxalement, lui proclame que son frère vit à San Francisco, qu'elle couve financièrement pour éviter que ses créanciers ne lui fassent du mal, et qu'elle lui camoufle son actuel métier. De son côté, dans une salle d'interrogatoire, Benson met la pression à Lee pour qu'elle avoue qu'elle est bien leur maquerelle comme le démontrent ses dizaine d'arrestations pour exploitation d'autrui. Froide, la criminelle lui rétorque qu'il n'y a jamais eu de poursuite judiciaire contre elle et, en plus de lui conférer que son business est légal et irréprochable, qu'elle prend soin de ses poulains. En somme, personne n'ose la dénoncer sauf son sbire Charlie qui, comme il pense qu'il sera renvoyé dans son pays à la suite de ses précédents démêlés avec la justice américaine comme l'interdiction de porter une arme à feu illicite, insinue à Fin et Carisi que Lee les espionne lors de leur relaxation suivie d'ébats avec les habitués de son commerce. Conséquemment, en fouillant son magasin, Chin et Fin mettent la main sur des caméras de surveillance dissimulées derrière des détecteurs de fumée et, en visionnant les bandes, constatent qu'elles ont enregistré les paiements, les parties de jambes en l'air consenties par la force de Lee et, surtout, la plupart du temps, des viols notamment celui de Mei Mei par un Américain dont elle ne connait pas le prénom. Désormais, Lee est non seulement la cible d'une enquête portée sur sa maison close, "Sweet Joy", qui est donc le plus gros poisson de tous situés à Chinatown mais également pour complicité d'agression sexuelle. Au sujet de son violeur, Mei Mei explique à Rollins et Carisi qu'il ne vient que les dimanches, qu'il est chômeur et qu'il est libre de faire ce qu'il lui veut, ce que confirme Lily à Tamin en lui ajoutant qu'il se vante d'avoir des connexions supérieures à Lee, c'est-à-dire des gens fortunés aux commandes de cette combine clandestine, et qu'il n'a jamais payé leur boss. Pendant ce temps, faute de preuves matérielles contre Lee qui refuse à balancer sa hiérarchie sans visage pour l'instant, l'Unité spéciale est obligée de libérer leur proxénète tout en profitant de la réouverture de "Sweet Joy" pour appréhender l'agresseur de Mei Mei le dernier jour de la semaine. Une fois au commissariat, ce dernier, un certain Theo Pappas, assure à Fin qu'elles couchent volontairement avec lui et qu'une de ses connaissances, qu'il ne nomme pas, lui permet d'avoir accès gratuitement à ces filles de joie puis, conscient de ses confessions, réclame un avocat comme l'a fait Lee avant lui. Face à cet omerta, Benson et Carisi sont certains que son copain n'est d'autre que la bailleur de toutes ces claques et que les témoignages de Mei ou de Lily, voire les deux, envers Theo pourront lui faire peur au point de trahir son acolyte. Contrainte de revenir à son activité salariale auprès de Lee pour préserver la protection de son aîné, logeant actuellement dans un refuge où elle ne sent pas à l'aise car elle a vécu gracieusement auprès de Lee comme ses associées travailleuses du sexe, Lily renonce à parler contre Theo tandis que Lily, beaucoup plus optimiste et déterminée à retrouver sa liberté que sa consœur, adhère à la sollicitation de Tamin pour le blâmer, ainsi que Lee, face à la Cour pour terrifier l'hydre qui gère leur affaire hors-la-loi. Malheureusement, quelques minutes avant l'audience de Theo, heureuse de pouvoir donner un coup de pied dans cette fourmilière, Lily s'isole dans les toilettes du tribunal et se défenestre mortellement. Chargée de son escorte, inquiète du temps qu'elle prend pour faire ses besoins, Tamin arrive trop tard et, émue par son geste brutal, s'aperçoit qu'il ne s'agit pas d'un suicide prémédité de longue date. Par le fait, sur son téléphone portable, elle découvre une photo de sa mère retenue en otage par quelqu'un hors-champ. En d'autres mots, en réponse à un chantage de ses contrebandiers angoissés à l'idée qu'elle les livre à leur tour, Lily a pris la décision de se taire et de se donner la mort pour sauver la vie de sa maman. Alors que l'Unité spéciale était sur le point de faire frémir les hauts dirigeants de cette puissante toile d'araignée où des immigrées sont jetées dans l'enfer de la prostitution pour qu'elle fasse fonctionner un circuit de blanchiment d'argent contrôlé par Lee pour le compte des actionnaires qui détiennent ces boxons à Chinatown, l'Unité spéciale ne peut que se rapprocher de Lily pour inculper Theo ou Lee pour mieux remonter vers ces capitalistes véreux.

### Épisode 8:Les Elfes mécaniques
- États-Unis : 14 novembre 2019 sur NBC
- Belgique : 25 mars 2020 sur RTL TVI
- France : 20 janvier 2021 sur TF1

- États-Unis : 3,79 millions de téléspectateurs[11] (première diffusion)

- Demore Barnes : Chef Adjoint Christian Garland
- Stephen Wallem : Rudy Syndergaard
- Sarah Catherine Hook : Megan Gale
- Thamer Jendoubi : Officier Kivlahan
- Hannah Lynne Miller : Tara Crane
- Adam Arkin : Docteur Julius Adler
- Maureen Mueller : Kathleen Adler
- James Healy Jr. : Carl Williams
- Andy Mientus : Caleb Williams
- Ivy Croteau : Courtney Holden
- Annie Hägg : Freja Bergdahl
- Eva O'Brien : Anais Adler
- Kyle Fox Douglas : Rhys
- Victoria Pike : Etudiante
- Jae Bernhard : Matteo
- Beth Malone : Docteur

Venue à New York pour un enterrement de jeune fille, Meghan perd de vue les deux amies avec qui elle se trouvait. Dans la rue, elle croise la route d'une femme de son âge, Anais, qui lui propose de l'aider à les retrouver en traversant la ville sur un pousse-pousse. Influencée par Anais, Meghan accepte de boire l'eau que lui propose le conducteur et décide de la suivre chez elle car la batterie de son portable est vide. Une fois à son domicile, sa vue se brouille alors qu'elle assiste à un cours d'un homme âgé dont elle ne peut voir le visage en raison des effets de la drogue versée dans la bouteille d'eau. Puis, ligotée sur un lit et placée sous oxygène, elle se réveille dans une chambre où elle subit des hallucinations. Le lendemain, dans un parc, elle est retrouvée vêtue d'un simple drap par l'unité spéciale. Prise de panique, paranoïaque et hystérique, elle raconte à Rollins que des elfes mécaniques l'ont forcée à creuser une tombe avant d'être emmenée à l'hôpital. Interrogée, placée sous calmants en raison de son comportement délirant et agressif, elle rapporte à Benson et Rollins qu'elle a été violée par ces derniers alors qu'un faucon survolait son viol et elle se souvient également d'un magicien portant une barbe blanche...

### Épisode 9:Séances photos
- États-Unis : 21 novembre 2019 sur NBC
- Belgique : 1er avril 2020 sur RTL TVI
- France : 27 janvier 2021 sur TF1

- États-Unis : 3,18 millions de téléspectateurs[12] (première diffusion)

- Zuleikha Robinson : Procureur Vanessa Hadid
- Amy Hargreaves : Docteur Alexis Hanover
- Nicholas Turturro : Détective Frank Bucci
- Aida Turturro : Juge Felicia Catano
- Rosie De Sanctis : Donna Bucci
- Law Mason : Huissier de justice
- Vincent Kartheiser : Steve Getz
- Paul Ben-Victor : Peter Abrams
- Stephen Urban : photographe
- Rocco Sisto : Juge Joe Ellery
- Todd Licea : Tomas Ramirez
- Bree Turner : Granya Marcil
- Amelia Windom : infirmière
- Grace Narducci : Ivy Bucci
- Fina Strazza : Milly Bucci

Dans un parc, une adolescente de 15 ans, Ivy, est accostée par une inconnue qui se permet de lui dire qu'elle est très jolie et lui propose de faire des essais pour une séance photo organisée par le célèbre milliardaire Steve Getz. Curieuse et touchée par sa proposition, la jeune fille accepte et elle est aussitôt approchée par Getz qui lui avoue qu'elle serait parfaite pour être la nouvelle égérie de sa marque de fitness. Recrutée comme mannequin, elle est désormais au premier plan, invitée à toutes les soirées promotionnelles, présentée à tous les contacts richissimes de Getz et elle est couverte de cadeaux luxueux. Peu à peu, leurs shooting dégénèrent : en lui prétextant qu'elle peut devenir fortunée, il la convient de se dénuder entièrement. Contrainte, elle accepte puis Getz en profite pour la violer et la force à coucher avec d'autres hommes de la haute société. Un soir, sa dénicheuse de talents, Granya, demande à Ivy d'amener sa petite sœur de 12 ans, Milly, à leur prochaine fête où d'autres adolescentes mineures s'y rendent. D'abord déconcertée, elle lui obéit et la présente donc à Getz. Moins naïve, celle-ci raconte leur sortie à leur père Danny Bucci, un ancien détective à la retraite et séparée de leur mère, qui ignorait tout de la carrière professionnelle d'Ivy.... Alors qu'elle est en séance de thérapie avec le docteur Hanover, où elle lui confie qu'elle en veut à Carisi pour l'avoir abandonnée pour devenir substitut et que son père cherche à renouer le contact avec elle après de longues années d'absence, Rollins est appelée de toute urgence à l'unité spéciale. Nerveux et en colère, remarquant le changement de comportement d'Ivy qui s'est enrichie du jour au lendemain et cache des pilules contraceptives, Bucci la sollicite, elle et les autres enquêteurs, pour qu'ils arrêtent Getz car il le suspecte d'avoir violé ses enfants. Or, celles-ci continuent à le fréquenter et refuse de le considérer comme un violeur. De son côté, désobéissant aux ordres de sa supérieure Benson, et munie d'une caméra cachée pour filmer discrètement Getz et Granya lors d'une séance photo, Tamin approche Ivy et la menace de leur dire qu'elle les a balancés à la police, donc de mettre fin à ses rêves de mannequinat, si elle ne lui parle pas du viol qu'elle a subi. Surveillée par Fin et Rollins, leur nouvelle recrue est aussitôt accostée par Granya et elle en profite pour se faire passer pour la tante d'Ivy. Convaincante, elle lui fait croire qu'elle est au courant de leur réseau de prostitution infantile et qu'elle veut sa part du gâteau ou, sinon, elle les dénonce à son faux frère, le détective Bucci.

### Épisode 10:À malin, malin et demi
- États-Unis : 9 janvier 2020 sur NBC
- Belgique : 1er avril 2020 sur RTL TVI
- France : 3 février 2021 sur TF1

- États-Unis : 3,70 millions de téléspectateurs[13] (première diffusion)

- Demore Barnes : Chef Adjoint Christian Garland
- Amy Hargreaves : Docteur Alexis Hanover
- Nicholas Turturro : Détective Frank Bucci
- Charlotte Cabell : Jesse Murphy Rollins
- Anthony Goss : Officier Marcus Carter
- Simone Elizabeth Bart : Maya Tedder
- Cole Tristan Murphy : Dylan Hanover
- E. George Perry : garde de sécurité
- Ryan Buggle : Noah Porter Benson
- Shawn Andrews : Capitaine Sasso
- Rosie De Sanctis : Donna Bucci
- Vincent Kartheiser : Steve Getz
- Paul Ben-Victor : Peter Abrams
- Nhumi Threadgill : Sienna Peet
- Rocco Sisto : Juge Joe Ellery
- Bree Turner : Granya Marcil
- Daniel Mannarino : reporter
- Ben Davis(II) : Paul Davies
- Grace Narducci : Ivy Bucci
- George Gerard : l'homme
- Fina Strazza : Milly Bucci
- Eve Austin : Mrs. Ellery

Finalement acquitté par le juge Joe Ellery, Getz fête sa libération avec son avocat, son assistante Granya ainsi que les deux filles de Bucci, Ivy et Milly, et leur mère Donna, sortie de sa cure de désintoxication, sur son immense yacht remplie de jeunes adolescentes mineures. Témoin de leur départ, Benson et Fin sont choqués de le voir en train d'assumer publiquement son penchant pédophile. Pendant ce temps, désespéré de voir ses enfants changer de camp et Getz en liberté, Bucci vole l'arme à feu à Rollins dans sa voiture et met fin à sa séance chez sa psy, le docteur Hanover. Aussitôt, il les prend en otage et les ligote avant d'exiger que Getz soit emprisonné une fois pour toutes. Alors que Benson s'apprêtait à rentrer chez elle pour rejoindre son fils, elle reçoit un appel en visio alarmant de Rollins qui tente de la rassurer sur sa situation avant que Bucci ne lui mette la pression pour qu'elle inculpe le photographe pour prostitution infantile et pédophile. Il la relâchera uniquement s'il est menotté à la télévision. Dès lors, une course contre la montre commence pour sauver Rollins d'autant plus que, toujours armé et sous alcool mélangé avec des calmants, Bucci s'enfuit avec elle uniquement dans la nature et brouille les pistes de l'unité spéciale en changeant de voiture ou de plaque d'immatriculation, en utilisant des portables jetables... 

### Épisode 11:Affichage public
- États-Unis : 16 janvier 2020 sur NBC
- Belgique : 8 avril 2020 sur RTL TVI
- France : 24 novembre 2021 sur TF1

- États-Unis : 3,60 millions de téléspectateurs[14] (première diffusion)

- Stephen C. Bradbury : Juge Colin McNamara
- James Andrew O'Connor : Jared Desanto
- Pooyah Mohseni : Juge Roshan Namazi
- Veracity Butcher : Isadora "Izzy" Correa
- Tiffany Rachelle Stewart : Jan Erickson
- Regina Ohashi : la porte-parole du jury
- Scott Aiello : Officier Donald Donahue
- Megan Elyse Fulmer : Ariana Lopez
- Ryan Buggle : Noah Porter Benson
- Wolé Parks : Markeevious Ryan
- Jenna Stern : Juge Elana Barth
- Mouzam Makkar : Dara Miglani
- Andrew Baldwin : John Crosby
- Tonya Glanz : Monica Russo
- Tom Coiner : Chuck Inslow
- Lori Laing : Chiara Kiel
- Manny Ureña : El Niño
- Ava Lange : Ashley B.
- Maryam Basir : Moet
- Orfeh : Toni Sparks

Alors qu'elle accompagne son fils Noah à l'école, tout au long de leur chemin, Benson remarque des affiches placardées sur lesquelles, à travers des dessins et des inscriptions, l'artiste en question dénonce son propre viol ainsi que le silence de la police qui n'aurait rien fait pour intercepter son violeur. Interpellée par un SOS illustré sur un gigantesque panneau d'affichage exhibé en pleine rue, le capitaine de l'Unité spéciale mobilise donc son équipe pour identifier rapidement l'accusatrice dans le but de l'interroger sérieusement sur son agression sexuelle. Comme la peintre n'a pas signé ses toiles parsemées d'indices sur son identité, les enquêteurs s'intéressent à des clubs de striptease pour l'alpaguer. Malheureusement, questionnés sur la sécurité de leurs effeuilleuses, la plupart des managers leur assurent que leurs travailleuses sont protégées par des videurs costauds mais, en revanche, dans l'un des bars, un danseuse sous-entend à Fin et Tamin que leur dessinatrice se prénomme Monica et qu'elle travaille désormais au Topaz, un lieu qu'elle considère dangereux pour les femmes surtout si elles s'isolent avec des clients fortunés. Cependant, en s'y rendant, persuadés qu'elle travaille bien ici d'autant plus que son vélo peint est similaire à celui cadenassé devant l'établissement, Rollins et Fin sont confrontés à un omerta général, qu'il s'agisse des collègues de Monica ou bien de leur garde du corps, Jared, dont le prénom apparaît pourtant sur ses croquis publics.  Mis au parfum sur son passé de flic qui n'a jamais réussi à devenir sergent, ils déduisent qu'il a sollicité l'aide de ses anciens coéquipiers pour qu'ils étouffent la plainte de Monica avec pour objectif de protéger la réputation de sa boîte de nuit. Au commissariat où il a exercé quelques années plus tôt, soucieux du cri d'alarme de l'énigmatique Monica, Benson et Fin se rendent compte que celle-ci a également représenté un officier, Donahue, sur ses posters sous la forme d'un porc. En effet, en le surnommant Donnie, elle prétend qu'elle lui a fait part de son calvaire pour ouvrir une enquête sur son assaillant, sans succès car il ne l'a pas rappelée pour la tenir au courant des avancées de ses investigations. D'ailleurs, puisqu'il estime qu'elle n'était pas crédible, et après avoir pris contact avec son manager, Donahue leur confirme qu'il a bien abandonné ses poursuites au point d'avoir oublié son prénom. Choqués par son désintérêt pour une victime en détresse, le soupçonnant d'avoir agi de la sorte sous l'influence de Jared, Fin et Benson s'aperçoivent que son dossier n'existe plus et, pour la localiser, n'ont pas d'autre choix que de se reporter à un tatouage sur sa main qu'elle a retranscrit sur son portrait grandeur nature. Tout compte fait, recherchant activement une strip-tease molestée au Topaz par un habitué pervers dans un salon VIP, Fin et Carisi fréquentent le strip-club pour attirer l'attention d'une acolyte de Monica, Moet, qui, effectivement, leur signale qu'elle a quitté les lieux depuis un bout de temps et que, maintenant, elle gagne sa vie en tant que dominatrice dans un donjon sado-masochiste. Au moment où Benson et Rollins l'atteignent enfin, celle-ci, Monica Russo, leur indique qu'elle a inconsciemment assisté son bourreau dans une pièce privée pour avoir des extras et, écœurée par l'abandon de ses charges contre son gré, leur partage son haine à leur égard. Délaissée par ses associées, son employeur ou encore le gros bras Jared, elle a aussi perdu toute confiance dans les forces de l'ordre dès l'instant où Donahue a classé sa dénonciation sans suite. Quand Benson lui garantit qu'elle est prête à tout pour condamner son tortionnaire, cynique et froide, Monica la photographie sans son autorisation et, convaincue qu'elle ment, lui promet qu'elle la peignera sur sa prochaine œuvre qu'elle accrochera une nouvelle fois en ville. Face à son détachement, de manière à démasquer et punir son offenseur, Benson confie à Fin qu'ils doivent impérativement lui prouver qu'ils prennent ses accusations au sérieux et le pousse à glaner des informations sur l'activité des salariées du Topaz. Histoire de se racheter après avoir joint Donahue pour l'inciter à oublier la délation de Monica, Jared confesse à Fin qu'elles sont volontaires pour danser en solo pour des consommateurs plein aux as dont un en particulier qui leur offre des pourboires salés. Fâcheusement, en raison d'une clause de confidentialité, il ne peut pas lui souffler son nom au risque de perdre son emploi. Toutefois, lorsqu'il a rencontré Moet en présence de Carisi, Fin déballe à Rollins qu'il a croisé un athlète célèbre, Markeevious Ryan, qui s'est retranché avec l'une de ses filles dans un espace VIP. En réinterrogeant Moet pour connaitre son avis sur ce jeune sportif à la retraite, elle lui rétorque qu'il est génial et, selon ses dires, qu'il n'est pas intéressé pour violer une blanche qu'elle dénigre ouvertement. Dans l'atelier où elle tente de percer dans la peinture, dans l'espoir de la convaincre qu'elle et son escouade veulent que justice soit faite à sa façon en décrochant une lourde peine de prison, Benson aborde Monica pour l'avertir que l'Unité spéciale investigue actuellement sur le comportement de Ryan avec ses consœurs. Créatrice à ses heures perdues, Monica lui narre qu'elle est obligée de monter sur scène au Topaz pour se nourrir ou dormir sous son toit et, pour acquérir des bonus, qu'elle s'est confinée comme d'habitude avec Ryan dans un coin pour le satisfaire intimement avec une prestation coquine. Néanmoins, cette fois-ci, Ryan l'a influencée pour qu'elle couche avec lui, ce qu'elle a refusé. Humilié par son refus de s'envoyer en l'air en échange d'un cachet comme si elle se prostituait, Ryan l'a maîtrisée violemment et l'a pénétrée de force sans son consentement. Malgré ses cris et ses débattements, à cause de la musique, personne ne l'a entendue ou secourue et, avant de partir, Ryan l'a tout de même payée. Terrorisée, Monica avoue à Benson qu'elle a tout dévoilé à Jared qui, en retour, l'a contraint à se taire pour ne pas ternir l'image du Topaz dont Ryan est un invité de luxe pour leur enseigne. Rabaissée, dégoûtée par les sourires moqueurs de Ryan après son offense, Monica s'est rendue au commissariat où l'agent Donahue lui a fait la promesse qu'il enquêtera, en vain. Mortifiée et salie, elle a donc décidé de réagir en louant une publicité extérieure pour alerter les passants qu'elle n'est pas écoutée et, sans le nommer, que son oppresseur est inattaquable. Aujourd'hui à la tête d'un restaurant haut de gamme, sûr de lui et d'apparence charmeur, en plein divorce avec son épouse, Ryan atteste à Rollins et Fin qu'il lui a donné 800 dollars, qu'elle a divisé avec le responsable de Topaz, puis 200 de plus pour une relation sexuelle tarifiée et, surtout, consentie. Quant à sa future ex, elle leur affirme qu'il est réputé pour son attitude dominatrice et agressive avec des inconnues et, plus troublant, qu'elles l'ont souillé judiciairement en l'incriminant pour viol sans aboutir à un procès contre ce businessman. Désireuse de ne pas entacher sa fortune qu'elle a investie dans son restau, elle renonce à leur lever le voile sur leurs prénoms. 

### Épisode 12:Une mort sur la conscience
- États-Unis : 30 janvier 2020 sur NBC
- Belgique : 8 avril 2020 sur RTL TVI
- France : 27 octobre 2021 sur TF1

- États-Unis : 3,63 millions de téléspectateurs[15] (première diffusion)

- Holly Robinson Peete : Officier Rachel Wilson
- Robert John Burke : Sergent Ed Tucker
- Bill Irwin : Docteur Peter Lindstrom
- Cora Vander Broek : Marie Morris
- Joe Grifasi : Juge Hashi Horowitz
- Willie C. Carpenter : le révérend
- Michael Gaston : Gary Wald
- Saul Stein : Ralphie Morris
- Abby Royle : Patty Tucker

Lors du pot de départ en retraite du capitaine Ed Tucker du Bureau des Affaires Internes, qui s'est régulièrement acharné sur l'Unité spéciale à l'occasion d'affaires épineuses concernant directement les inspecteurs de cette fraction, accompagnée de son équipe et du substitut du procureur Carisi, récemment promue au même grade que lui, Benson se rend compte que son ex a refait sa vie depuis qu'elle l'a plaqué après un séjour en amoureux à Paris. En effet, Tucker est désormais marié avec une dénommée Patty, présente à la fête, et il est aussi le beau-père des fils adolescents de celle-ci. Cependant, émue de le revoir, Benson reprend contact avec lui et Patty lui souffle qu'il lui parle souvent d'elle. Alors que Benson et Tucker communiquent avec sa nouvelle conjointe et son coéquipier de jadis, Gary Wald, une ancienne flic  alcoolique, Rachel Wilson, se présente à eux et sous-entend que Tucker, qui nie savoir ce qu'elle leur raconte, ne l'a pas écoutée ni protégée quand elle a été violée par un collègue à l'époque où elle travaillait dans les Mœurs. Alors que Benson est déroutée par ses propos graves tout comme Tucker, sa conjointe et Wald, ivre et instable, Wilson éclabousse le visage de son supérieur d'antan avec un verre d'eau avant de s'enfuir rapidement. Quelques minutes après, au moment où la fête bat son plein et Benson échange tranquillement avec Tucker malgré cet incident inattendu et incompréhensible à leurs yeux d'autant plus qu'elle était sous l'effet de l'alcool, un coup de feu retentit à l'extérieur du bar où se déroulent les adieux. Dans sa voiture, isolée de tous, Wilson s'est tirée une balle en plein cœur. Anéantie par son geste brutal car elles ont débuté côte à côte dans la même académie dans les années 1990, Benson décide donc de présenter son psychiatre, le docteur Peter Lindstrom, à l'Unité spéciale pour qu'il puisse prendre en charge ses collègues traumatisés par la mort violente de Wilson. De fait, à la suite d'une épidémie de suicides dans les forces de l'ordre depuis un bout de temps, Benson craint que son acte libéré de s'ôter la vie encourage d'autres officiers déprimés ou épuisés de passer à l'acte comme elle. Dès lors, elle sollicite l'aide de Lindstrom pour suivre ceux et celles qui ont besoin de se confier ou d'évoquer leur malaise profond qui gangrène la police en général. Lorsqu'elle culpabilise d'avoir coupé les ponts avec Wilson dès l'instant où elle a été engagée dans la brigade de la lutte contre les crimes sexuels, à plus forte raison qu'elle n'a jamais pris de ses nouvelles, Benson est informée par Carisi qu'elle a enregistré un message vidéo sur son portable avant de retourner son arme à feu contre elle. En effet, en larmes face caméra, elle insinue une seconde fois qu'elle a été agressée sexuellement dans son service une quinzaine d'années plus tôt, celui des Mœurs plus précisément, et que Tucker a étouffé l'affaire en la victimisant pour ne pas salir les Affaires Internes. Hantée par son refus catégorique de l'écouter sérieusement et de punir son assaillant, elle a donc rendu son badge et elle a plongé dans l'enfer de l'alcool au point de s’inscrire aux Alcooliques Anonymes. Tout compte fait, angoissée à l'idée que Tucker ait pu couvrir l'un de ses associés violeur, Benson ouvre enfin les yeux sur l'unique justification du choix funeste de Wilson. Pour  être certaine qu'elle dit vrai, Benson revoit Tucker dans sa résidence pour lui exiger des explications concernant ses rapports de travail avec Wilson. Or, à l'encontre de son attitude chaleureuse avec la disparue à sa soirée, ce dernier lui rétorque qu'il n'était pas proche d'elle et qu'il la connaissait à peine. Troublée par son mensonge imprévu et heurtée par le fait qu'il puisse lui mentir à cause de sa gêne apparente, Benson lui réplique qu'elle sent qu'il lui ment parce qu'elle a toujours su jusqu'ici qu'il a toujours été franc quand ils étaient en couple ou lors de ses investigations envers l'Unité spéciale. En conséquence, Benson doute de sa franchise et se demande si elle peut lui faire confiance car elle lève le voile sur un omerta touchant l'escouade où Wilson a exercé. En outre, parmi ses rares connaissances intimes, Rollins et Tamin rencontrent un pasteur qui l'a pris sous son aile et l'a accueillie dans un refuge pour la seconder dans sa guérison contre l'alcool. Au courant des abus sexuels qu'elle a traversés, il leur fait part du dégoût envers ses confrères qui l'ont tous abandonnée quand elle a évoqué son viol à Tucker. Malheureusement, elle ne lui a pas révélé le nom de son agresseur, ce qui incite les deux policières à questionner le sergent de Wilson en 2004, l'année où elle a été molestée donc. Ravi d'assister à la promotion de Tamin auprès de Beson car il l'a vue débuter plus tard dans la même division que celle de Wilson, Raphie Morris dévoile à Benson et son poulain d'antan que la défunte avait une mauvaise réputation car, contre son gré, elle coltinait une image d'allumeuse qui s'envoyait en l'air avec ses acolytes souvent fiancés. D'après lui, seul leur boss, un retraité répondant au nom de Gary Wald qui n'est d'autre que le meilleur ami de Tucker, l'a trainée dans la boue en commérant qu'elle était une femme facile accro au sexe. Cependant, conscient de l'avoir balancé, Morris conjure Benson et Tamin de pas lui dire qu'il les a menées vers lui. Dorénavant à la tête d'une boîte privée spécialisée dans la sécurité, allié de Tucker comme l'indique son speech pour lui souhaiter bon vent lors de sa collation, Wald confirme à Carisi et Fin qu'elle était entachée par une triste renommée connue de tous et qu'il a tenté de lui apporter son aide pour la remettre sur le bon chemin, en vain. Toutefois, lors de leur échange, Carisi est perturbé quand Wald leur glisse qu'il sait déjà que Benson a visité Tucker pour lui poser des questions sur les confessions de Wilson, démontrant que Tucker corrèle bien avec lui à propos de ce qu'elle a sans doute vécu. Devant Patty et ses beaux-fils, pour éviter une humiliation aggravée par le port des menottes, Tucker accepte de suivre volontairement Fin et Rollins au commissariat.

### Épisode 13:Les Poings serrés
- États-Unis : 6 février 2020 sur NBC
- Belgique : 15 avril 2020 sur RTL TVI
- France : 17 novembre 2021 sur TF1

- États-Unis : 3,25 millions de téléspectateurs[16] (première diffusion)

- Romelda Teron Benjamin : Officier des corrections #1
- Zuleikha Robinson : Procureur Vanessa Hadid
- Emma Sofia Caymares : Graciela Morales
- Manni L. Perez : Esperanza Morales
- Jasmine Walker : Marame Toussaint
- Zuleyma Guevara : Migdala Vega
- Clayton Cardenas : Romeo Solís
- Roger Clark (acteur) : journaliste
- Michael Mastro : Juge M. Serani
- Daniel Zacapa : Santos Morales
- Jeremy Russial : Robert Kluger
- Symaua Bouhbal : Cami Vega
- Ashley Marie Ortiz: Val Nuñez
- Mya M. Carter : Sasha Rose
- Raul Esparza : Rafael Barba
- Michael Olajide : lui-même
- Alexis Cash : EMT

Déprimée depuis le suicide de son ex, le lieutenant Tucker des Affaires Internes, le capitaine Benson reçoit le soutien d'un ami cher à ses yeux, l'ancien substitut du procureur Rafael Barba qui, en visio, lui souhaite bon courage pour surmonter cette épreuve douloureuse. Anéantie, Benson oublie de rejoindre son équipe à un combat de boxe où sa nouvelle recrue, Tamin, se prépare à se battre contre une autre boxeuse, Val. Quelques heures avant le duel sur le ring, en débarquant précipitamment à la salle d'entrainement pour s'échauffer, Tamin se rend dans le bureau du directeur et coach, Romeo, dont la porte est fermée à clé. Alors qu'elle l'appelle pour qu'il la laisse entrer, une fille de 16 ans, Cami, la déverrouille et, étrangement, s'éclipse rapidement. Perturbée par leur isolement et la gêne de Cami, Tamin surprend ensuite Romeo en train de boutonner son pantalon qui lui signale qu'il l'a aidée à remettre son épaule déboîtée en place pour qu'elle puisse continuer à s'exercer. Désorbitée par son éclaircissement, Tamin est informée par ce dernier qu'il a remplacé sa rivale par une autre sportive, Esperanza, et, dans le but de la mettre KO, lui confère qu'elle a un point faible pour qu'elle lui administre un coup de poing puissant dans l'intention de gagner le match. Dans les vestiaires où elle recroise Cami, intriguée par cette histoire de déboitement, la détective se rencarde brièvement auprès de Cami qui semble ne pas comprendre sa question à propos de sa clavicule disloquée avant de lui confirmer subitement qu'il l'a refixée avec succès. Agacée par ses soupçons, l'adolescente lui réitère que tout va bien et, ironique, lui glisse qu'elle voit des prédateurs sexuels partout depuis son arrivée parmi l'Unité spéciale. Terrifiée à l'idée qu'elle soit agressée sexuellement par leur manager, encouragée par ses collègues Rollins, Fin et Carisi, Tamin décide pourtant de monter dans l'arène où, devant un public enflammé, elle parvient à résister d'abord à Esperanza et, brusquement, celle-ci l'assomme violemment jusqu'à remporter le duel. Le lendemain, le visage recouvert d'un bleu à l’œil, au poste de police, Tamin écourte les compliments de ses coéquipiers pour parler indépendamment à Benson. Troublée par la différence d'âge entre Romeo et Cami, soit le fait qu'elle soit mineure contrairement à lui, elle lui attribue ses suspicions sur son instructeur qu'elle imagine être un violeur et, pour canaliser ses doutes et ses peurs, Benson la pousse à suivre ses instincts à son sujet. Dès lors, afin de lui démontrer qu'elle doit faire confiance en eux, Benson la seconde pour visiter Cami chez sa grand-mère. Une nouvelle fois, la potentielle victime renouvelle à Tamin que Romeo l'a soignée et lui garantit qu'il est un homme bien suivi d'un meneur génial. Cependant, comme la veille, elle la fuit tandis que son aïeule argue aux enquêteurs que, tel un père de substitution, Romeo l'a prise sous son aile dès l'instant où sa papa a abandonné sa famille, que ce soit en la déposant devant leur maison la nuit tombée ou en l'influençant à devenir une championne. En revanche, questionnée sur sa blessure, elle est confuse et leur divulgue qu'elle fait des pompes quotidiennement pour s'entretenir physiquement. Désorientées par cette preuve que Cami leur ment, les policières lui remettent donc leur numéro pour qu'elle les contacte en cas de besoin. Persuadée qu'elle est paranoïaque à un tel niveau qu'elle croit que tous les hommes sont des pervers, Tamin est rassurée et encadrée par Benson qui lui remémore qu'ils doivent impérativement établir que Romeo est un délinquant sexuel attiré par Cami, en interrogeant notamment d'autres joueuses susceptibles d'avoir été abusées par cet individu louche. Approchée par Benson et Tamin, Esperanza leur assure que Romeo n'a rien d'un obsédé agressif et que son poste l'oblige à toucher ses habituées pour leur enseigner l'auto-défense. Doyenne de son gymnase, elle leur promet qu'elle est protectrice avec les abonnées plus jeunes qu'elle et, au passage, sous-entend à Tamin que Romeo lui a levé le voile sur sa faiblesse pour qu'elle la cogne rudement lors de leur affrontement. Conséquemment, manipulée par Romeo, Tamin déclare à Benson qu'il l'a piégée en lui manifestant un défaut de tactique de son adversaire pour qu'elle ne s'attende pas à une riposte à la fois inattendue et abrupte de sa part. En d'autres mots, en se focalisant sur son faux manque de vigueur, Tamin n'a pas vu arriver sa contre-offensive redoutablement sévère. Désormais, elle est certaine qu'il a voulu se venger d'elle parce qu'elle l'a surpris en mauvaise posture avec sa protégée Cami. Malheureusement, adoré par sa clientèle et ses poulains, récompensé par de nombreux prix et ne possédant aucun casier judiciaire, Romeo est pour l'instant irréprochable et aucune preuve concrète à son encontre n'illustre sa prétendu déviance. Quant à Tamin, en pleine incertitude, elle refuse d'admettre son erreur et persiste en évoquant sa magouille pour la faire taire en la doublant avec l'appui d'Esperanza. En somme, Carisi augure à l'Unité spéciale que leur dossier vide ne peut pas enclencher de poursuite judiciaire à moins qu'elle n'obtienne un témoignage accablant pour le discréditer. Par chance, soucieuse pour sa petite-fille, Mme Vega passe au commissariat avec Cami pour remettre aux inspecteurs des SMS obscènes de Romero qu'il a envoyés à l'ado. Néanmoins, trahie par ses fouilles dans son intimité, Cami rétorque à Benson qu'ils sont amoureux l'un de l'autre et qu'elle est consentante. De son côté, sa parente la contredit et lui jure que Romeo a commencé à coucher avec elle dès ses quatorze ans. Autrement dit, en profitant de sa vulnérabilité et de ses besoins affectifs, il s'est incrusté à ses côtés pour combler l'absence de sa figure paternelle pour mieux la tromper et assouvir ses désirs pédophiles. Naïve, consolée par sa présence chaleureuse, pas du tout avisée sur la définition du viol, Cami est tombée dans ses griffes sans remettre en question leur relation ambigüe qui l'incite à raisonner qu'ils sont secrètement en couple et, surtout, qu'il éprouve des sentiments forts pour elle. Grâce à leurs échanges privés sulfureux et interdits, au bonheur de Tamin dont la méfiance est finalement justifiée, Carisi autorise l'escouade de Benson à arrêter Roméo pour attentat à la pudeur et leur délivre des mandats pour perquisitionner ses portables et ses biens personnels.  

### Épisode 14:Mariage blanc et carte verte
- États-Unis : 13 février 2020 sur NBC
- Belgique : 15 avril 2020 sur RTL TVI
- France : 20 octobre 2021 sur TF1

- États-Unis : 3,32 millions de téléspectateurs[17] (première diffusion)

- Jeremy Bobb : Agent de l'immigration Rory O'Toole
- Demore Barnes : Chef Adjoint Christian Garland
- Delaney Williams : Avocat John Buchanan
- Seth Jose Guerra : adolescent Latino #1
- Alice K. Wills : Détective Dee Jackson
- Ralph Adriel Johnson : Duane Varik
- Aida Turturro : Juge Felicia Catano
- Camila Perez : Lina Vasquez-Boyd
- Nelson Ascencio : Enrique Alvarez
- Megan Reinking : Maggie Quigley
- Jaelin Taylor : adolescent Noir #1
- Andrew Aaron Berlin : le pompier
- Victoria Hope Chan : Ruby Klein
- Johnny Sanchez (en) : Marcos Arias
- Jenny Strassburg : cavalière #1
- Christopher Cook : le passager
- Connor Dylan : Patrick Quigley
- Ari'el Stachel : Hasim Khatdun
- Erin Anderson : April Andrews
- Dave Shalansky : Eddie Klein
- Lauren Biazzo : Marina Cruz
- Lee Hubilla : Rosamie Klein
- Antony Sanchez : Renaldo

Un matin, dans le métro, des membres de l'Unité spéciale se faufilent dans la foule et parmi les passagers pour appréhender un frotteur, un individu qui se colle à des femmes pour les peloter sans leur consentement comme si de rien n'était. Conséquemment, le piège se referme sur lui et les enquêteurs tentent de l'arrêter dans un train blindé. Dès lors, ce pervers, Duane Varik, parvient à s'échapper et détruit son téléphone en le jetant sur des rails avant d'être finalement intercepté par les collègues du capitaine Benson. Malheureusement, au moment où il hurle qu'il s'agit d'une bavure policière et que la police se trompe de personne car il est noir, une troupe de citoyens encercle et lynche les inspecteurs tout en filmant l'arrestation de Varik tout en les accusant de racisme. Malgré les propos de Fin pour leur assurer qu'il s'agit d'un criminel, leur colère déclenche une émeute retranscrite ensuite à la télévision dans les journaux télévisés. Averti de ce faux scandale, le chef-adjoint Garland est informé par Benson qu'elle a organisé une opération avec le sergent Khaldun de l'Unité spéciale des transports pour surprendre des obsédés sexuels spécialisés dans le frotteurisme qui agissent uniquement dans des lieux à forte affluence. Comme il est difficile d'identifier toutes les proies qu'ils ont tripoté, pour faire peur aux prédateurs rôdant dans les rames, Benson propose d'en faire un exemple en jugeant trois quidams que ses hommes ont intercepté en plein flagrant délit. Même s'ils proclament que leurs attouchements étaient accidentels, deux d'entre eux risquent une peine lourde car le substitut du procureur Carisi est avisé par Benson que ce sont des récidivistes aux casiers lourds. Cependant, le dernier, Duane donc, se défend en supposant également à Rollins et Khaldun qu'il n'a pas fait exprès de toucher des inconnues et, pour l'instant, comme il a détruit des preuves photographiques ou vidéos en brisant son portable, il est considéré comme innocent faute d'évidences concrètes contre lui. S'il est en ce moment dans une salle d'interrogatoire, il s'agirait simplement d'une erreur sur la personne et, malin, Duane blâme les détectives en les soupçonnant de haine raciale envers lui. En vérifiant son profil, l'équipe de Garland remarque qu'il travaille pour l'ICE en tant qu'assistant d'un des patrons de cette agence gouvernementale, Rory O'Toole. Pour vérifier dans ses ordinateurs dans son bureau s'il répertorie des images obscènes qu'il prend discrètement de ses victimes, Benson propose à Carisi et Garland qu'elle rencontre O'Toole pour lui suggérer de collaborer avec elle pour ne pas faire de bruit médiatique au cas où elle est obligée de perquisitionner dans ses offices avec un mandat. Lorsque Benson et Fin lui rendent visite donc, O'Toole leur précise que son employé Duane l'aide à vérifier si les couples d'immigrants qu'il interroge en solo sont réellement mariés dans l'intention de lever le voile sur des unions arrangées. S'il s'avère qu'ils sont vraiment amoureux, honnêtes et fiables avec lui, il est capable de leur délivrer une carte verte pour séjourner librement sur le sol américain. Quant à Duane, paniqué que l'Unité spéciale fasse de la mauvaise publicité de son département s'il refuse de leur confier ses affaires informatiques, O'Toole accepte de les épauler pour leur donne l'accès à son historique et son PC. Tout compte fait, Duane est non seulement trahi par son boss mais aussi par ses mémoires numériques regorgeant de clichés salaces qu'il prend sous la jupe des jeunes filles dans les wagons. De plus, secondé par son avocat, il est mis au parfum par Fin et Rollins qu'il s'apprête à pourrir en prison de longues années car il les a téléchargés sur du matériel fédéral au travail. Dégoûté par la trahison d' O'Toole, son masque de voyeur tombe et, afin d'avoir moins une sentence plus légère, il souhaite coopérer avec eux pour tendre une machination pour faire déchoir son supérieur. Selon ses dires, ce dernier ferait du chantage sexuel à des étrangères vulnérables qu'il pousserait à coucher avec lui en échange d'un visa pour obtenir la nationalité américaine. Un jour, après avoir obtenu une relation consentie par la force et la manipulation avec l'une de ses rencontres dans son cabinet, O'Toole se serait vanté auprès de lui d'avoir du pouvoir sur ces demandeuses de droit de séjour qui ne peuvent que se soumettre à ses faveurs charnelles. En outre, pour leur certifier qu'il est franc, Duane leur remet quelques noms d'allogènes qu'il a violées et leur détaille qu'il les menace de déportation dans leur pays natal si elles renoncent à ses avances pressantes. Avec l'accord de Garland et Carisi pour valider ses accusations, Benson et ses trois coéquipiers abordent deux immigrées, Lina et Rosamie, qui dénient les faits et les repoussent en leur affirmant qu'elles ne veulent pas témoigner contre lui pour viol. De fait, apeurées et intimidées par les avertissements d'expulsion ou d'emprisonnement d' O'Toole, elles sont accablées à l'idée que leurs époux, qu'elles ont connus à l'étranger, ne les dévisagent et rejettent si elles leur révèlent qu'elles ont été obligées d'assouvir ses fantasmes pour rester à leur côté en Amérique. Soit un véritable mur du silence difficile à éclater, un cas de parole contre parole où, manipulateur, O'Toole exerce une pression sur elles pour qu'elles le rejoignent dans sa voiture pour un prétendu second entretien, un traquenard où il les presse à lui faire l'amour sur un matelas à l’arrière de son véhicule. En cas de refus, il met un terme à leur rêve américain et, puissant et sans pitié, les déporte soit sous les verrous, comme une dénommée Maggie qui a résisté à O'Toole qui lui a ensuite promis de rendre son mari apatride dans l'éventualité où elle le cafarde, ou dans leur État de naissance souvent en guerre. En somme, épouvantées à l'idée de perdre leur laissez-passer au prix de leur sacrifice, elles optent pour le mutisme total pour garantir un meilleur avenir pour leurs proches. 

### Épisode 15:En eaux troubles
- États-Unis : 20 février 2020 sur NBC
- Belgique : 30 septembre 2020 sur RTL TVI
- France : 24 février 2021 sur TF1

- États-Unis : 3,36 millions de téléspectateurs[18] (première diffusion)

- Zuleikha Robinson : Procureur Vanessa Hadid
- Marissa Matrone : Juge Maria Ana DeFeceo
- Aaron Ronnie Almani : un paparazzo
- Samantha Mathis : Melanie Franks
- Ayumi Patterson : Sequoia Rees
- Paige Jennifer Barr : Lisa Turner
- Mouzam Makkar : Dara Miglani
- Radha Mitchell : Luna Prasada
- Jeffrey Schecter : Art Blumfeld
- Caitlin Sing : une paparazzo
- Meredith Swanson : une fan
- Eshan Bay : Vinay Gupata
- Stark Sands : Bobby Frost
- Michael Tow : Josh Wang
- Kim Wuan : Tisa Chee
- Phoebe Mar : une fan

PDG d'une entreprise de bien-être très populaire, spécialisée dans la lingerie, les parfums ou bien les sex-toy, Luna Prasada prône l'émancipation des femmes à travers sa marque de plus en plus populaire. À l'occasion d'un gala médiatisé, devant un public de femmes conquises par ses valeurs, elle invite le capitaine Benson à faire une master class sur les traumatismes des femmes violées qui refusent de témoigner et l'importance d'une nouvelle ère qui commence, celle de la libération de la parole encouragée par le Mouvement #MeToo. Pourtant, à la fin de la soirée qu'elle a partagé avec ses collègues Tamin et Rollins, Benson reçoit un texto de la secrétaire de Prasada, Sequoia, lui demandant de la rejoindre immédiatement dans son appartement situé dans sa firme. Tétanisée, celle-ci confie à Benson qu'elle a été violée par le directeur financier de sa boîte, Bobby Frost. Hospitalisée, après avoir accepté de prélever un kit de viol, elle lui explique qu'il la rejoint et qu'elle l'a séduit pour l'empêcher de lui parler du gouffre financier dans lequel son entreprise est piégée alors qu'elle est censée introduire la Bourse. Puis ce dernier en aurait profité pour l'agresser sexuellement avant de fuir au moment où Sequoia l'a surpris en train de la violer. Interrogé, ce dernier affirme à l'unité spéciale que leur rapport était consenti car ils étaient amants et que Sequoia aurait mal interprété leur acte sexuel car elle couche également avec Prasada qui, selon lui, revendique sa pansexualité. De plus, il accuse la PDG d'avoir proposé des faveurs sexuelles à sa jeune employée en échange d'un poste plus gratifiant à ses côtés. De son côté, Sequoia confirme qu'elle a déjà fait l'amour avec sa patronne et que Frost est jaloux d'elle car elle est capable de lui donner du plaisir contrairement à lui. D'abord réticente pour porter plainte contre lui, par peur de mettre sa péril l'entrée de son entreprise sur le marché financier et d'assumer son viol auprès de ses nombreux fans dont elle revendiquent leur force, Prasada est convaincue par Benson que le monde a changé et que les victimes de viol peuvent parler librement de ce qu'elles ont subi. Alors qu'il dîne avec le responsable technique, Vinay, et la directrice de l'exploitation, Melanie, Frost est arrêté pour agression sexuelle et accuse Prasada de mentir contre lui pour dissimuler des fraudes et du blanchiment d'argent qu'il aurait découvert.

### Épisode 16:Corruption à tous les étages
- États-Unis : 27 février 2020 sur NBC
- Belgique : 30 septembre 2020 sur RTL TVI
- France : 10 février 2021 sur TF1

- États-Unis : 3,30 millions de téléspectateurs[19] (première diffusion)

- Zuleikha Robinson : Procureur Vanessa Hadid
- Josh Hamilton : William Harrington III
- Kecia Lewis : Juge Constance Copeland
- Mark Linn-Baker : Docteur Paul Capezio
- Charlotte Cabell : Jesse Murphy Rollins
- Alex Ross (acteur) : Docteur Eric Faber
- Stephanie Flanagan : Tiffany Reynolds
- Ryan Buggle : Noah Porter Benson
- Barbara Lee Govan : Rhonda Kane
- Lou Martini Jr. : Conseiller Freddo
- Frank Ridley : Docteur Brian Gold
- Aaron Ballard : une mère touriste
- Scott Drummond : Rick Rudolph
- Lindsay Pulsipher : Kim Rollins
- James Morrison : Jim Rollins
- Lauren Biazzo : Marina Cruz
- Kerry Warren : une infirmière
- Damien Jiminez : Carl

Alors qu'elle se fait soigner une blessure à sa jambe chez un médecin, Amanda Rollins ignore un message de sa sœur bipolaire Kim qui lui demande de l’aide. Ses analyses toxicologiques auxquelles elle est soumise en tant qu’ancienne droguée et dans le cadre de sa liberté conditionnelle sont mauvaises. Elle redoute de retourner en prison et de perdre la garde de son fils. En écoutant son appel à l'aide, Rollins tombe des nues : elle ne savait pas que Kim avait un petit garçon âgé de 2 ans. Le temps qu’Amanda rappelle Kim, celle-ci a fait une overdose dans les toilettes d’un restaurant et elle est à l’hôpital tandis que son fils a été confié aux services d’aide à l’enfance. À son chevet, Rollins apprend qu'elle est retombée dans la drogue à sa sortie de prison et qu'elle a trompé son petit ami, son avocat, avec un inconnu qui lui a donné son enfant. Vivant désormais dans un foyer, elle a donc accouché et elle est devenue accro à un puissant antidouleur pour cicatriser sa césarienne mal pratiquée. Pourtant, terrifiée de perdre la garde de son garçon, Kim lui propose un marché. Pour récupérer sa garde, elle dénonce un médecin qu'elle consulte qui lui propose de coucher avec lui pour avoir sa dose d'analgésiques sur ordonnance illégale. Interrogée une seconde fois par Benson et Fin en détention, toujours dans le but de retirer son fils d'une famille d'accueil, Kim réitère ses accusations et leur raconte qu'elle s'est offerte à lui, un certain docteur Paul Capezio qui sous-loue un cabinet dans un établissement médical, pour se procurer sa drogue. Hallucinée par cette affaire, Rollins accepte de prendre rendez-vous chez lui tout en se présentant comme la sœur de Kim. Mettant en avant sa blessure au genou, elle lui propose qu'elle veut également coucher avec lui pour avoir le même médicament que Kim. Au moment il se pique le sexe pour avoir une forte érection, il est pris au vif par Fin et Tamin qui l'arrêtent aussitôt. Dénoncé par sa secrétaire et son agenda qui démontre que plusieurs de ses patientes ne l'ont pas payé, il est aussitôt emprisonné pour fraude médicale, viol et ordonnance illégale. Alors que Benson s'apprête à appeler les STUP pour enquêter sur ce trafic d'analgésique, le chef de bureau de l'unité spéciale, Hadid, lui suggère avec insistance qu'elle et ses hommes doivent plutôt vérifier si d'autres médecins pratiquent ce genre de chantage sexuel avec des toxicomanes comme Kim. Effectivement, acceptant de collaborer avec eux pour obtenir un accord avec le juge, Capezio les met sur la piste d'une de ses assistantes, une ancienne actrice porno, travaillant pour une firme de nouveaux médicaments expérimentaux contre la douleur qui séduit des docteurs avant de coucher avec eux pour qu'ils les achètent sans se soucier de leur fiabilité pharmaceutique.  Cependant, Hadid prévient Benson qu'elle connaît le propriétaire et l'entrepreneur de cette entreprise et qu'elle ne pense pas qu'il soit impliqué dans cette corruption, une révélation qui complique l'intégration de l'unité spéciale... 

### Épisode 17:Danse, mensonges et vidéo
- États-Unis : 26 mars 2020 sur NBC
- Belgique : 7 octobre 2020 sur RTL TVI
- France : 17 février 2021 sur TF1

- États-Unis : 3,80 millions de téléspectateurs[20] (première diffusion)

- John Waters (réalisateur) : le directeur de "Pornmonger"
- Donovan Mitchell (acteur) : Hudson Curtis
- Amber Barbee Pickens : Grace Pressley
- John Hans Tester : Sascha Thomas
- Erik Gullberg : un physiothérapeute
- Patrick Page : Alistair Woodward
- Ally Taylor Sacks : Charlotte Bell
- Schyler Conaway : Jason Harris
- Ann Osmond : Samantha Dryer
- Annabel O'Hagan : Deliah Kelly
- Gabriella Enriquez : Beck Silva
- Justin Genna : Edward Jenkins
- Victoria Pollack : Rose Sullivan
- Ari'el Stachel : Hasim Khatdun
- Tory Trowbridge : Tina Bishop
- Caroline Pluta : Ashley Fallon
- Kaili Vernoff : Avocat Turner
- Ben Biggers : Brad

Jeune ballerine classique venant d’être désignée première danseuse pour un nouveau ballet, dirigé par le chorégraphe Sascha Thomas et le professeur reconnu Alistair Woodford, Delia passe la nuit avec un des danseurs de la troupe, Brad, dans les coulisses de la scène sans savoir que leurs ébats sont filmés. En effet, leur vidéo se retrouve partout sur internet et, après avoir perdu son travail d'enseignante de danse à cause de celle-ci, elle décide d’aller voir l’unité spéciale par peur de voir sa carrière se briser alors qu'elle ne l'a pas encore commencée. Humiliée et ignorée par Brad, elle leur demande également de supprimer la sex-tape mais, comme elle est devenue virale et relayée sur plusieurs sites pornographiques, sa requête s'avère être difficile. Quant au danseur qui a couché avec elle, il informe Rollins et Tamin qu'il n'était pas au courant de la caméra cachée et que d'autres danseurs emmènent leurs partenaires féminins au même endroit pour faire l'amour. En se rendant sur place, Benson constate que quelqu'un l'a arrachée pour empêcher les enquêteurs d'accéder à d'autres vidéos compromettantes et, au courant des liaisons entre ses élèves, Woodford lui met la pression pour qu'elle soit discrète dans son enquête car un gala très important approche dans les prochains jours... De leur côté, dans les bureaux du site pornographique "Pornmonger" où elle a été postée en premier, Rollins et Carisi apprennent que l'effacer de leur réseau ne sert pas à grand chose car elle a déjà été piratée et republiée sur des sites concurrents... En recherchant celui qui l'a enregistrée sur "Pornmonger", l'unité spéciale parvient à remonter vers Brad et l'un de ses collègues, Jason, l'a ensuite téléchargée. Dégoûtée d'apprendre que Jason est responsable de la diffusion virale de la vidéo gênante et qu'il s'est vanté auprès d'autres danseurs d'avoir couché avec elle en partageant ses exploits, Delia reconnaît plusieurs danseuses avec eux dans d'autres sex-tape enregistrées dans l'école de danse qu'ils s'envoyaient via une messagerie de groupe. Interrogées, celles-ci nient avoir su qu'elles étaient enregistrées pendant qu'elles s'envoyaient en l'air avec eux. Seule l'une d'entre elles, Ashley, raconte à Benson qu'elle savaient qu'ils filmaient leurs ébats mais se félicite de ne pas être liée à cette affaire car sa vidéo n'a pas été mise en ligne. Accusé d'avoir installé la caméra par Jason et un autre danseur qui le câblent pour se sauver la peau alors qu'ils sont également mis en examen pour avoir filmé les ballerines à leur insu, Jason confesse aux enquêteurs qu'il l'a bien mise en place pour faire des sex-tapes, avant qu'ils ne les envoient entre eux, et que le chorégraphe était au courant de ses vidéos. Ce dernier faisait du chantage aux danseuses filmées sans le savoir pour obtenir des faveurs sexuelles. Si elles acceptaient de coucher avec lui, il empêchait leur diffusion en demandant aux danseurs de les supprimer et de ne pas les poster sur Internet.

### Épisode 18:Baptême du feu
- États-Unis : 2 avril 2020 sur NBC
- Belgique : 7 octobre 2020 sur RTL TVI
- France : 1er décembre 2021 sur TF1

- États-Unis : 3,53 millions de téléspectateurs[21] (première diffusion)

- Rick Fox : Avocat de la défense Edgar Goodwin
- Demore Barnes : Chef Adjoint Christian Garland
- Roger Cross : Révérend Delman Chase
- Sonya Manzano : Juge Gloria Pepitone
- Jamal Thomas : Avocat Morgan Carter
- Trian Long Smith : Lamai Garland
- Rebecca Thoman : Sherry Blake
- Nicole Pringle : Sade Ferguson
- Aunjanue Ellis : Laura Chase
- Bailey Bass : Breyona Taylor
- Jadé Davis : Destiny Hall
- Laila Drew : Renée Lee
- Joell Weil : Michelle

### Épisode 19:Traquer l'invisible
- États-Unis : 16 avril 2020 sur NBC
- Belgique : 14 octobre 2020 sur RTL TVI
- France : 8 décembre 2021 sur TF1

- États-Unis : 4,06 millions de téléspectateurs[22] (première diffusion)

- Gio Castellano : Conducteur du caddie
- Jackson Mercado : Efrain Hernandez
- Eddie Kaye Thomas : Luke Mitchell
- Susannah Flood : Rebecca Larson
- Michael Blashill : le joueur de bodega
- Michael Mastro : Juge M. Serani
- Jeremy Russial : Robert Kluger
- Erin Anderson : April Andrews
- Mat Buechele : Donnie Jones
- Mark A. Keeton : un criminel
- Caitlin Kerchner : Amy Kress
- Claire Saunders(II) : Christie
- Daniel London : Ash Gordon
- Michele Pawk : Gail Knight
- Madison Ferris : Piper Hill
- Elizabeth Ramos : Leah
- Paco Lozano : le portier
- Natalie Smith : Jill